# 茨城県道・千葉県道68号美浦栄線

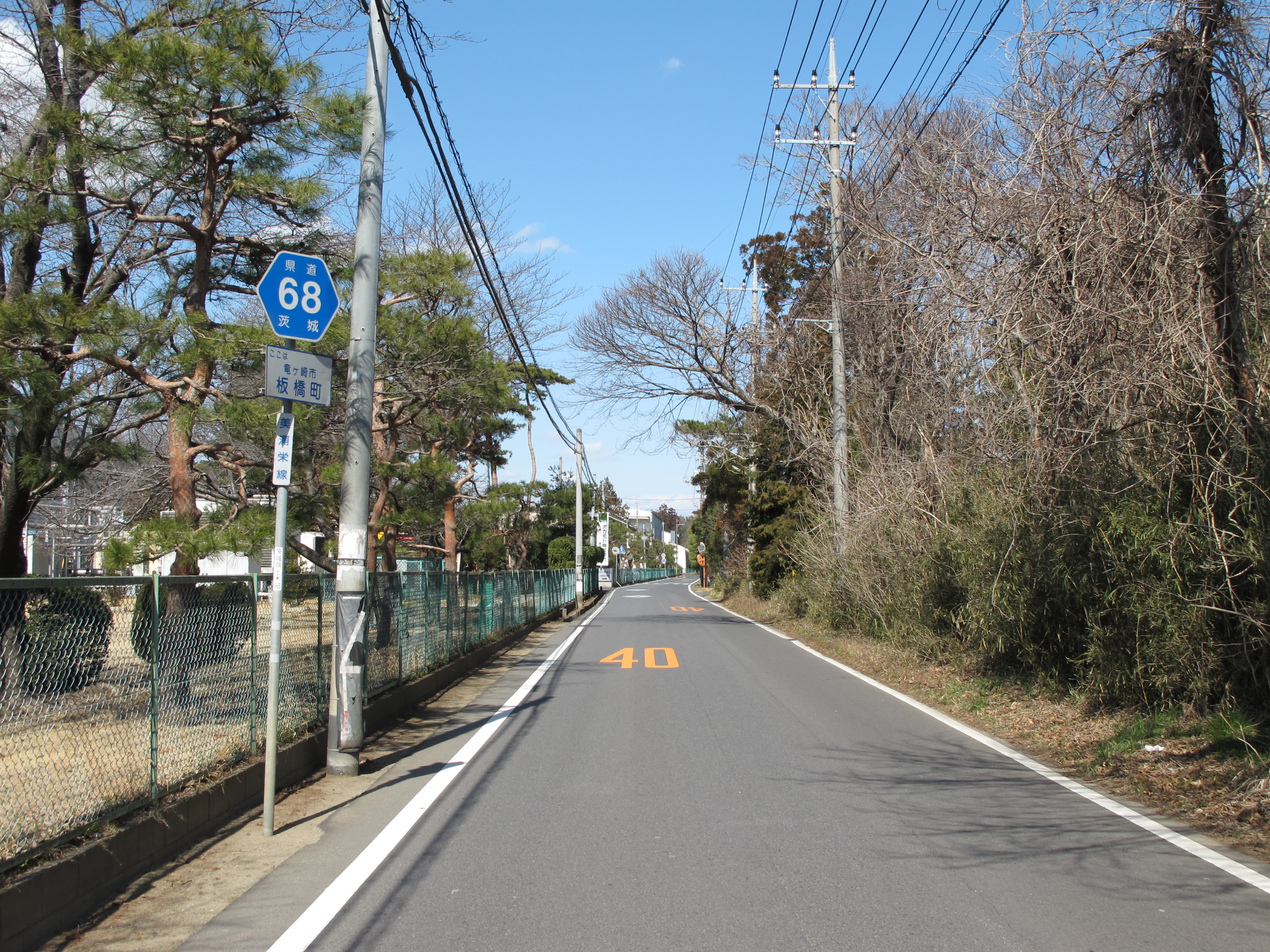
茨城県道68号美浦栄線
龍ケ崎市板橋町（2014年3月）

茨城県道・千葉県道68号美浦栄線（いばらきけんどう・ちばけんどう68ごう みほさかえせん）は、茨城県稲敷郡美浦村から千葉県印旛郡栄町に至る県道（主要地方道）である。

## 概要
茨城県稲敷郡美浦村を起点として南下し、牛久市正直町 - 河内町を経由して若草大橋有料道路を通り、千葉県印旛郡栄町までを結ぶ延長27キロメートル (km) の主要地方道である。利根川を渡る若草大橋は有料区間となっている。茨城県龍ケ崎市から千葉県印旛郡栄町までの区間は、現道の西側に並行してバイパス道路の整備が進められている。若草大橋開通前は千葉・茨城両県の県境で分断されており、当橋が有料道路のため、現在でも旧道も県道指定が残されている。

### 路線データ
- 起点：茨城県稲敷郡美浦村大字木原字上宿515番1地先（茨城県道120号交点）[2]
- 終点：千葉県印旛郡栄町（国道356号交点）
- 総延長：*.* km（茨城県区間：34.267 km[3]、千葉県区間：*.* km）
- 重用延長：*.* km（茨城県区間：6.319 km[3]、千葉県区間：*.* km）
- 未供用延長：なし（茨城県区間：0.0 km[3]、千葉県区間：*.* km）
- 実延長：*.* km（茨城県区間：27.948 km[3]、千葉県区間：*.* km）
- 自動車交通不能区間延長[注釈 1]：なし（茨城県区間：0.0 km[3]、千葉県区間：*.* km）

## 歴史
1994年（平成6年）4月1日、前身にあたる県道木原正直線（稲敷郡美浦村大字木原 - 同郡牛久町大字正直、整理番号130）、県道幸谷正直線（稲敷郡河内村大字幸谷 - 同郡牛久町大字正直、整理番号270）、県道竜ヶ崎栄線（整理番号274）を廃止し、同3路線を統合して県道河内竜ケ崎線の一部重複する区間（稲敷郡河内町生板 - 龍ケ崎市大徳町）を加えた新たな主要地方道として、起点を茨城県稲敷郡美浦村、終点を千葉県印旛郡栄町とする主要地方道美浦栄線（整理番号81）として認定される。翌1995年（平成7年）に路線番号68へ変更となり現在に至る。

### 年表
- 1959年（昭和34年）10月14日
本路線の前身にあたる県道木原竜ヶ崎線（美浦村木原 - 竜ヶ崎上町、図面対照番号68）、県道幸谷阿見線（河内村幸谷 - 阿見町廻戸、図面対照番号213）、県道竜ヶ崎栄線（竜ケ崎市大穂町 - 千葉県栄町、図面対照番号218）が路線認定される[5]。
- 1977年（昭和52年）2月14日
  - 本路線の前身にあたる県道木原正直線（稲敷郡美浦村大字木原 - 同郡牛久町大字正直、整理番号130）、県道幸谷正直線（稲敷郡河内村大字幸谷 - 同郡牛久町大字正直、整理番号270）が路線認定される[6]。
  - 本路線の前々身にあたる県道木原竜ヶ崎線（稲敷郡美浦村大字木原 - 竜ケ崎市、整理番号130）が路線廃止される[7]。
- 1993年（平成5年）5月11日 - 建設省から、県道木原正直線・県道幸谷正直線・県道河内竜ヶ崎線の一部・県道竜ヶ崎栄線が美浦栄線として主要地方道に指定される[8]。
- 1994年（平成6年）4月1日
  - 茨城県区間において、県道美浦栄線（整理番号81）として県道路線認定[9]。
  - 道路の区域は、稲敷郡美浦村大字木原国道125号分岐から稲敷郡河内村大字竜ヶ崎町歩県界までに決定する[10]。
  - 同時に、県道木原正直線（整理番号130）、県道幸谷正直線（整理番号270）、県道竜ヶ崎栄線（整理番号274）が廃止される[4]。
- 1995年（平成7年）3月30日：茨城県区間において、整理番号81から現在の番号（整理番号68）に変更される[11]。
- 1997年（平成9年）5月1日：龍ケ崎市八代町 - 北相馬郡利根町大字加納のバイパスを新設する道路区域（6.402 km）が決定する[12]。
- 1999年（平成11年）2月4日：龍ケ崎市八代町地内の美浦栄線バイパスを新設する道路区域（780m）が決定する[13]。
- 2002年（平成14年）9月9日：龍ケ崎市大字八代町 - 同市白羽1丁目のバイパス延長区間と取付道路の道路区域（640 m）が決定[14]。
- 2006年（平成18年）4月18日：若草大橋有料道路（1.7 km）が開通する[15]。
- 2011年（平成23年）11月22日：龍ケ崎市八代町（主要地方道竜ヶ崎潮来線） - 同市宮渕町（美浦栄線現道）の新規バイパスの一部区間（約3.1 km）が開通する[16][17]。
- 2015年（平成27年）3月26日：龍ケ崎市大徳町 - 利根町惣新田地内の美浦栄線バイパスの一部区間（2.2 km）が開通[18][19]。
- 2021年（令和3年）
  - 3月26日：龍ケ崎市白羽一丁目（県道243号交点） - 同市八代町（県道5号交点・八代交差点）の美浦栄線バイパスの一部区間（0.5 km）が開通[20][21]。
  - 4月5日：牛久市島田町（国道408号） - 龍ケ崎市大塚町にパイパスを一部新設する道路区域（380 m）を指定[22]。
  - 11月4日：牛久市島田町（国道408号） - 龍ケ崎市薄倉町にバイパスを延伸するための道路区域（1.729 km）を指定[23]。
- 2022年（令和4年）7月14日：牛久市島田町（国道408号） - 龍ケ崎市薄倉町（竜ケ崎工業団地付近） - 同市白羽1丁目（白羽交差点付近）にバイパスを延伸する道路区域（約3.4 km）を再指定[24]。
- 2024年（令和6年）
  - 2月19日：稲敷郡河内町生板（県道121号交点） - 梶内交差点 - 龍ケ崎市大徳町の旧道（1.881 km）が、移管により県道の指定を解除[25]。
  - 8月1日：稲敷郡美浦村大字木原字上宿（茨城県道120号交点） - 稲敷郡美浦村大字木原（木原小学校付近）の国道125号旧道区間（309 m）を編入[2]。

## 路線状況
道路法の規定に基づき、龍ケ崎市八代町（主要地方道竜ヶ崎潮来線交差） - 北相馬郡利根町惣新田（千葉県界）間と、稲敷郡河内町幸谷（一般県道河内竜ケ崎線交差） - 龍ケ崎市宮渕町（梶内交差点）間および、龍ケ崎市長峰町（竜ヶ崎飛行場） - 稲敷郡河内町生板（一般県道河内竜ヶ崎線交差）間は、緊急輸送道路として機能を維持するため、災害発生時の被害拡大防止を目的に道路用地内に電柱を建てることが制限されている。

### バイパス

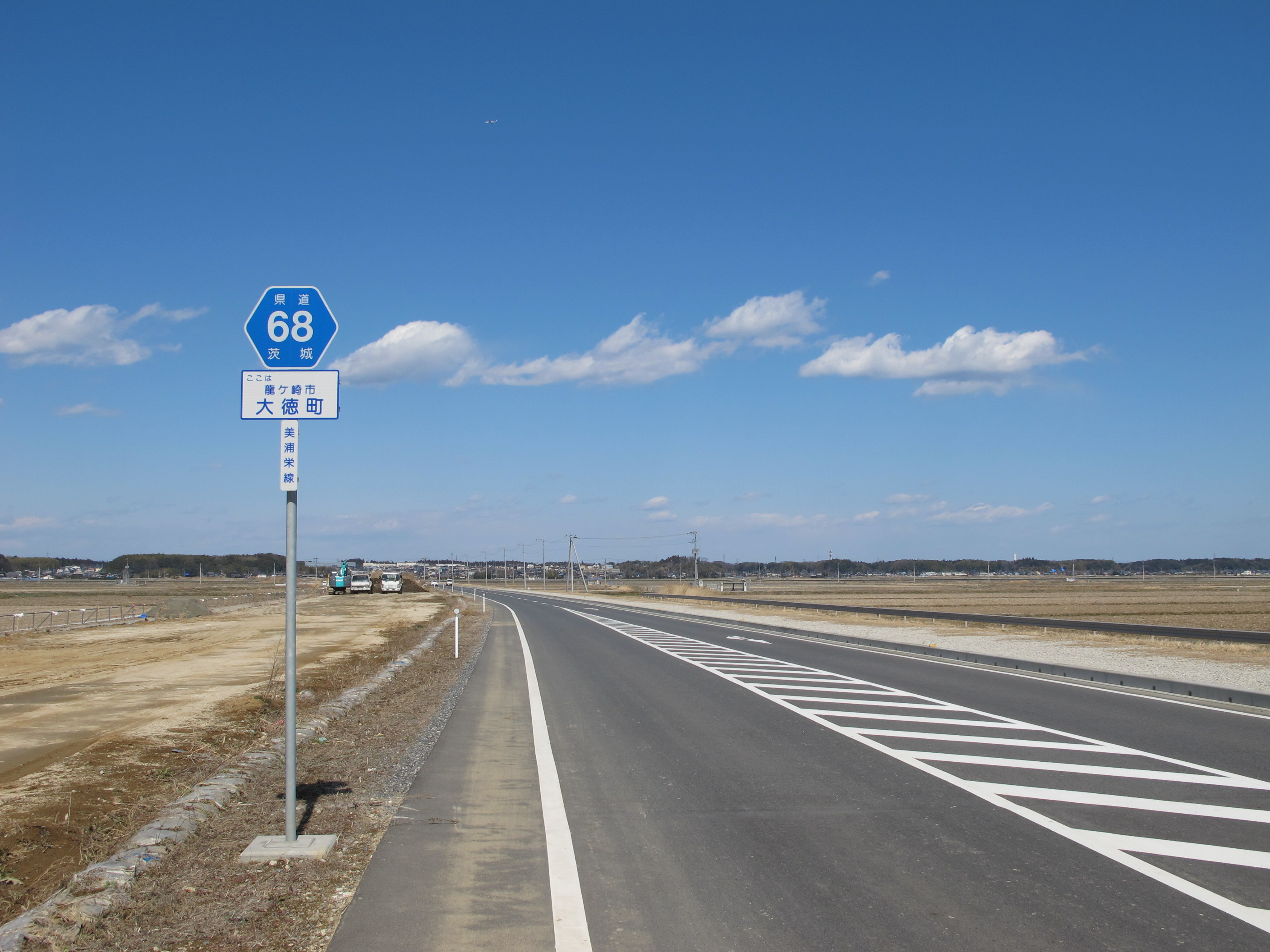
美浦栄線バイパス（龍ケ崎市大徳町）暫定2車線にて供用中。（2014年3月）

- 県道美浦栄線バイパス

茨城県龍ケ崎市八代町から千葉県印旛郡栄町北（国道356号）に至る若草大橋有料道路を含む、整備事業中の延長8.4 km、計画幅員30 m（車道部13.0 m/4車線）のバイパス道路。利根川を渡るために栄橋と長豊橋の慢性渋滞解消、茨城県南地域から千葉県間の相互アクセス向上を目的に、茨城県で1995年（平成7年）度に事業化された。2006年（平成18年）に千葉県側の利根川を渡る若草大橋有料道路（1.7 km）が開通、2011年（平成23年）に龍ケ崎市の県道竜ヶ崎潮来線交点（下八代交差点） - 現道（小関交差点）間の3.1 km区間、2015年（平成27年）に小関交差点 - 県道取手東線交点間の2.2 km区間が開通し、龍ケ崎市八代町の県道竜ケ崎潮来線から南側7.0 kmの一連区間が暫定2車線にて供用されている。2021年（令和3年）には龍ケ崎市八代町の県道竜ケ崎潮来線以北の0.5 kmが供用開始された。
- 若草大橋有料道路

### 重複区間
- 茨城県道34号竜ヶ崎阿見線（茨城県牛久市久野町 - 茨城県牛久市正直町：1,561 m）[10]
- 国道408号（茨城県牛久市正直町 - 茨城県牛久市島田町：1,511 m）[10]

### 道路施設
- 阿見東IC橋（首都圏中央連絡自動車道・牛久市桂町）
- 久野橋（くのはし。乙戸川・牛久市久野町、1径間の桁橋。昭和61年3月竣工）
- 小野川橋（おのがわはし。小野川、牛久市 - 龍ケ崎市境、鉄鋼構造2径間の桁橋。昭和46年3月竣工）
- 半田大橋（破竹川、龍ケ崎市半田町）
- 長生橋（大正堀川、龍ケ崎市長峰町）
- 江川橋（江川、龍ケ崎市大徳町）
- 万歳橋（新利根川、河内町）
- 稲穂橋（破竹川、龍ケ崎市八代町）※バイパス
- 久夫橋（大正掘川、龍ケ崎市八代町 - 大徳町）※バイパス

## 地理

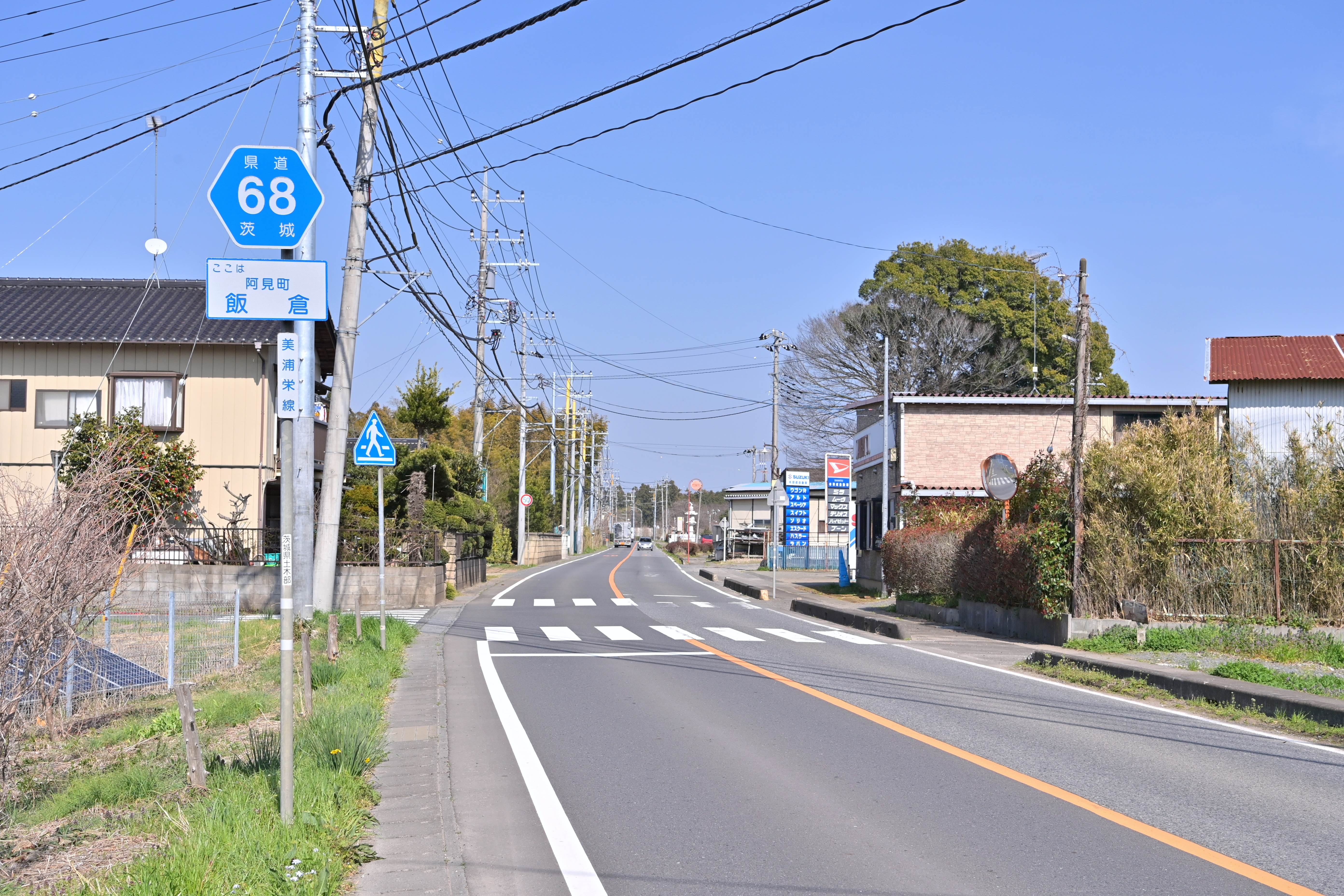
阿見町飯倉（2024年3月）

### 通過する自治体
- 茨城県
  - 稲敷郡美浦村・阿見町
  - 牛久市
  - 龍ケ崎市
  - 稲敷郡河内町
  - 北相馬郡利根町
- 千葉県
  - 印旛郡栄町
  - 印西市

### 交差する道路
- 茨城県
  - 茨城県道120号上新田木原線（美浦村木原、基点）
  - 国道125号（美浦村木原）
  - 国道125号阿見美浦バイパス（美浦村木原・木原台交差点）
  - 茨城県道231号稲敷阿見線（阿見町君島・君島交差点）
  - 茨城県道25号土浦稲敷線（阿見町飯倉・飯倉交差点）
  - 茨城県道34号竜ヶ崎阿見線（牛久市久野町・下久野交差点）
  - 国道408号・茨城県道34号竜ヶ崎阿見線（牛久市正直町・正直町交差点）
  - 国道408号（牛久市島田町）
  - 茨城県道5号竜ヶ崎潮来線（龍ケ崎市半田町・半田町交差点、龍ケ崎市八代町）
  - 茨城県道121号河内竜ケ崎線（河内町生板 - 龍ケ崎市大徳町）
  - 茨城県道11号取手東線（河内町生板 - 利根町惣新田/加納新田）
- 千葉県
  - 国道356号安食バイパス（栄町北・若草大橋入口交差点）
  - 国道356号（印西市安食ト杭）

### 沿線にある施設など
- 美浦村立木原小学校（美浦村木原）
- 積水化成品工業茨城美浦工場（美浦村木原）
- オカモト茨城工場（龍ケ崎市板橋町）